# My Hero Academia: Two Heroes
My Hero Academia: Two Heroes (Tagline: The Movie, Originaltitel 僕のヒーローアカデミア THE MOVIE ～２人の英雄ヒーロー～ Boku no Hīrō Academia THE MOVIE: Futari no Hīrō, übersetzbar als My Hero Academia – Der Film: Zwei Helden) ist ein im Jahr 2018 veröffentlichter Animefilm des Animationsstudios BONES unter Regie von Kenji Nagasaki basierend auf die gleichnamige Manga-Reihe von Kōhei Horikoshi.
Der Film, dessen Handlung zwischen der zweiten und dritten Staffel der Animeserie spielt, wurde während der Anime Expo am 5. Juli 2018 in Los Angeles, Kalifornien erstmals aufgeführt. In Japan wurde My Hero Academia: Two Heros offiziell am 3. August gleichen Jahres landesweit in die Kinos gebracht und spielte bis November 2018 weltweit knapp 20 Millionen US-Dollar ein.
In Folge 20 der dritten Staffel, die die bisherige Handlung unterbricht, erhält der Superheld All Might eine Einladung von der Tochter seines alten Freundes David Shield auf die künstliche Insel I-Island, auf der Forscher Quirks, verschiedene Superkräfte, die 80 Prozent der weltweiten Bevölkerung besitzen, erforschen. Er beschließt, Izuku Midoriya, einem Schüler der Superhelden-Akademie UA Academy dem er seine Superkraft One for All vermacht hat, mit auf diese Reise zu nehmen.

## Handlung
Der Superheld All Might wurde auf einen Besuch auf der künstlichen Insel I-Island, auf der Forscher die Quirks – Superkräfte, die 80 Prozent der Weltbevölkerung besitzen – untersuchen, eingeladen. Er beschließt Izuku Midoriya, einen seiner Schüler an der UA-Superhelden-Akademie und sein Nachfolger als Träger des Quirks One for All, als Gast mit auf diese Insel zu nehmen. Er erinnert Izuku daran, dem Professor David Shield, einem langjährigen Freund All Might, nichts über das Geheimnis ihrer geteilten Superkraft zu erzählen. Bei der Ankunft auf I-Island werden die beiden schließlich von Davids Tochter Melissa, die an der Wissenschaftsakademie studiert, um später ebenfalls Forscherin werden zu können, in Empfang genommen.
Nach einem Treffen mit seinem Freund David wird All Might müde und verwandelt sich in seine schwächere Form. Während der laufenden Testungen wird deutlich, dass All Mights Kräfte fast aufgebraucht sind. Währenddessen führt Melissa den angehenden Helden Izuku über die Insel, wo sie alsbald auf dessen Mitschülerin Momo Yaoyorozu treffen, die ebenfalls auf die Insel eingeladen wurde und Ochako Uraraka und Kyōka Jirō als Gäste mitgenommen hat. Später treffen die Schüler Tenya Iida, Shōto Todoroki, Katsuki Bakugō und Eijirō Kirishima ein, weitere Mitschüler Izukus an der Heldenakademie, die von Katsuki eingeladen wurden. Auch treffen sie auf Minoru Mineta und Denki Kaminari, die als Bedienung auf I-Island arbeiten. Nach einem ereignisreichen Tag lädt Melissa Minoru und Denki auf eine Feier ein, bei der alle anderen bereits eingeladen sind.
Vor der Party erzählt Melissa Izuku, dass sie keine Superkraft besitze, wie er auch – ohne zu wissen, dass er seine Superkräfte von All Might bekommen hat. Sie nimmt wahr, dass dessen Kräfte All Mights sehr ähnlich sind und überreicht ihm von ihr entwickelte Handschuhe, die es ihm ermöglichen seine Superkräft mit voller Stärke einzusetzen, ohne dabei verletzt zu werden.
Währenddessen übernimmt Wolfram, ein mysteriöser Superschurke, der bereits zuvor auf unbekannte Weise die Insel erreicht hat, die Kontrolle über das Sicherheitssystem der Insel und droht, sämtliche Bewohner von I-Island zu töten. Er hält sämtliche auf der Insel befindliche Helden, darunter All Might, und nimmt David Shield und dessen Assistent Sam als Geiseln gefangen, um in den Tresorraum der Insel einbrechen zu können. Izuku und dessen Freunde sowie die auf der Party befindlichen Helden beschließen in das 200ste Stockwerk des Gebäudes, in dem sie sich gerade befinden, zu stürmen, um die Kontrolle über das Sicherungssystem der Insel zurückzuerhalten. Zur gleichen Zeit verlaufen sich Katsuki und Eijirō auf dem Weg zur Party und wandern ziellos durch das Gebäude, unwissend, dass ein Schurke die Sicherung der Insel manipuliert hat.
Als die Schüler der UA-Akademie den 80. Stock des Gebäudes erreichen, fliegt ihr Plan auf und Wolfram schickt seine Komplizen los, um diesen zu vereiteln. Während sich die angehenden Helden in einem großen Gewächsraum versteckt halten, um vor zwei der Schurken fliehen zu können, treffen die noch ahnungslosen Katsuki und Eijirō auf die beiden Bösewichte und werden in einen Kampf verwickelt. Nachdem Shōto den anderen Schülern dabei geholfen hat, auf die nächste Etage zu flüchten, eilt er Katsuki und Eijirō zur Hilfe herbei. Mineta nutzt seine Superkraft, um eine Wand hochklettern und eine Leiter herunterlassen zu können, mit deren Hilfe die Schüler die nächsthöheren Stockwerke erreichen. Wolframs Komplizen entsenden eine Armee an Wachrobotern, um die beiden Schülergruppen aufzuhalten, die allerdings gegen Kaminaris Superkraft chancenlos sind. Während Tenya, Momo und Kyōka gegen weitere Wachroboter kämpfen, machen sich Izuku, Ochako und Melissa auf, um die oberste Etage des Gebäudes zu erreichen.
Beim Versuch, die oberste Etage zu erreichen, bei dem Ochako ihre Schwebekräfte einsetzt, um Melissa und Izuku näher an den Sicherheitsraum zu bringen, drohen weitere Roboter die drei anzugreifen, ehe Shōto, Katsuki und Eijirō zur Hilfe eilen und gemeinsam mit Ochako ihre Gegner angreifen. Im obersten Stockwerk angekommen sehen Izuku und Melissa, wie David und Sam versuchen den Tresor zu knacken, um ihre größte Erfindung, ein Headset, welches in der Lage ist, die Kraft ihres Trägers zu maximieren, zurückzustehlen. Die besten Forscher der Insel hielten diese Erfindung für zu gefährlich und sperrten es gemeinsam mit den wissenschaftlichen Unterlagen in den Tresor, damit diese nicht in die falschen Hände geraten können. Es stellt sich heraus, dass die beiden den Ablauf der Geschehnisse vorab geplant und Schauspieler engagiert haben, um einen Überfall vorzutäuschen, da David es für nötig hält, dass All Might seine Superkraft um die Sicherheit der Welt behält.
Darauf erscheint Wolfram, der Izukus Kräfte hemmt, und gibt sich als wirklicher Superschurke zu erkennen. Sam hintergeht David und überreicht Wolfram daraufhin die Erfindung und gibt seine Komplizenschaft preis, da er auf Berühmtheit und Macht aus ist. Kurz nachdem Sam Wolfram die Erfindung übergeben hat, schießt dieser auf Sam. David springt in die Schusslinie und hält weitere Kugeln davon ab, Sam zu treffen und rettet so dessen Leben. Bevor Wolfram in der Lage ist, Melissa zu töten, schafft es Izuku die Kontrolle über seine Kraft zurückzuerlangen und fordert Wolfram zu einem Kampf heraus. Dieser setzt seine Fähigkeit, Metall zu kontrollieren, ein und flüchtet, mit David als Geisel, auf das Dach des Gebäudes. Izuku verfolgt den Schurken auf das Dach, scheitert aber dabei, den Helikopter, mit dem Wolfram fliehen will, vom Abheben abzuhalten und stürzt in die Tiefe. Melissa schafft es, die Kontrolle über das Sicherheitssystem zu erlangen, befreit die gefangenen Helden und schaltet die Roboter aus. All Might eilt zum Dach des Gebäudes und hindert den Helikopter beim Abheben.
In seinem letzten Versuch zu entkommen aktiviert Wolfram die Erfindung und wird immer stärker, sodass auch All Mights Stärke alsbald übertroffen ist, und kreiert einen riesigen Körper aus Metallteilen, in welchem er David gefangen nimmt. Wolfram, der All Mights Stärke nun weit übertroffen hat, gibt seine Mitgliedschaft in All For Ones Superschurken-Liga bekannt. Dieser habe Wolfram mit mehreren Quirks ausgestattet und half dabei, David in Ungnade zu bringen, um All Might zu demoralisieren. Kurz darauf erscheinen die Schüler der Superheldenakademie auf dem Dach. Izuku hilft All Might im Kampf gegen Wolfram. Gemeinsam holen sie zu einem finalen Schlag aus, der in der Lage ist, Wolfram zu besiegen und David zu befreien. Während die Sonne aufgeht, reflektieren All Might und sein Freund David, dass Izuku und Melissa die nächste Generation der Superhelden sein werden und wie sicher die Welt sein wird, wenn All Mights Kräfte aufgebraucht sind.
Während des Abspanns sieht man All Might zusammen mit den Schülern der Klasse A-1 beim Genießen eines Barbecue. Melissa besucht ihren Vater im Krankenhaus, welches von der Polizei überwacht wird.

## Produktion
Am 11. Dezember 2017 wurde im Shūkan Shōnen Jump veröffentlicht, dass ein Animefilm, welcher auf Kōhei Horikoshis Manga-Reihe My Hero Academia basiert, produziert und im dritten Quartel des Jahres 2018 ausgestrahlt werden soll. Horikoshi wurde zudem als Supervisor für die Produktion des Filmes bekannt gegeben. Als Regisseur fungierte hierbei Kenji Nagasaki, der bereits die Animeserie bei BONES produzierte, wobei das Drehbuch von Yōsuke Kuroda angefertigt wurde.
Yoshihiko Umakoshi entwarf die Charakterdesigns für den Film; die Musik stammt aus der Feder von Yūki Hayashi. Vertrieben wird der Film in Japan von Tōhō. Am 25. März 2018 wurde im Rahmen der AnimeJapan der Filmtitel, die grobe Handlung und das Datum der Erstausstrahlung bekannt gegeben. Im April 2018 wurden Mirai Shida und Katsuhisa Namase als Synchronsprecher der Charaktere Melissa und David Shield vorgestellt. Im Juni 2018 wurde im Shūkan Shōnen Jump Rikiya Koyama als Synchronsprecher des Antagonisten Wolfram angekündigt.
Der Vorspanntitel heißt Long Hope Philia, der von Hiromu Akita von amazarashi geschrieben und von Masaki Suda gesungen wurde.

## Veröffentlichung

### Kino
Im Rahmen der AnimeJapan am 25. März 2018 wurde der Erstausstrahlungstermin in Japan für den 3. August gleichen Jahres angekündigt. Weltpremiere feierte der Kinofilm am 5. Juli 2018 in Los Angeles, Kalifornien wo My Hero Academia: Two Heroes im Rahmen der Anime Expo gezeigt wurde. Funimation gab auf der Veranstaltung zudem bekannt, die Lizenz an dem Kinofilm für eine Ausstrahlung in den Vereinigten Staaten und Kanada im Herbst des gleichen Jahres gesichert zu haben.
In Japan lief der Film landesweit schließlich am 3. August 2018. Die ersten Million Kinobesucher erhielten zusätzlich zur Eintrittskarte einen speziellen Manga geschrieben von Horikoshi unter dem Titel No. 0 All Might: Rising im Sammelband Vol. Origin, welches zusätzliche Charakterprofile und ein exklusives Gespräch zwischen Horikoshi und Eiichirō Oda beherbergt. Viz Media veröffentlichte diesen Manga im September desselben Jahres auf digitaler Ebene. Ab dem 11. Januar 2019 erfolgt in Japan eine Ausstrahlung des Kinofilms in 4D.
Funimation lizenzierte den Film für Nordamerika, das Vereinigte Königreich und Australasien. Am 25. September 2018 wurde der Film erstmals in englischer Sprache in Los Angeles gezeigt. Zehn Tage darauf wurde My Hero Academia: Two Heroes bis zum 2. Oktober bundesweit in mehr als 400 Kinos in den Vereinigten Staaten und Kanada ausgestrahlt. In Australien lief der Film zunächst am 15. September 2018 auf dem von Madman Entertainment organisierten Madman Anime Festival in Melbourne, ehe eine landesweite Ausstrahlung am 27. September in Australien und Mitte Oktober in Neuseeland folgte. Im Vereinigten Königreich wurde My Hero Academia: Two Heroes im Rahmen des Scotland Loves Animation am 13. Oktober 2018 in Glasgow gezeigt. Eine nationale Ausstrahlung durch Manga Entertainment erfolgte ab dem 4. Dezember 2018 im Vereinigten Königreich und der Republik Irland.
Odex erwarb die Lizenz für den Film in Singapur und Indonesien, wo der Film am 6. und 13. Oktober 2018 zunächst limitiert lief und am 11. und 17. Oktober landesweit im Kino ausgestrahlt wurde. Für die Philippinen erhielt Pioneer Films die Ausstrahlungsrechte, wo der Film zunächst am 16. Oktober 2018 limitiert gezeigt wurde. Am 20. Oktober 2018 erhielt der Film auch auf dem Inselstaat eine landesweite Ausstrahlung.
Viz Media Europe für Frankreich, Italien und dem deutschsprachigen Raum. Unbestätigten Gerüchten zufolge hätte der Film am 28. August 2018 im Originalsprache mit Untertiteln im Rahmen der Kazé Anime Nights in den deutschen und österreichischen Kinos aufgeführt werden sollen, jedoch wurde stattdessen der Film Black Butler: Book of the Atlantic vom Verleih an dem Tag aufgeführt. Ende Januar 2019 wurde angekündigt, dass der Film am 26. März 2019 im Rahmen der Kazé Anime Nights in über 150 deutschen und österreichischen Kinos im Original mit deutschen Untertiteln gezeigt wird.
Am 5. März 2021 erfolgte die deutsche Erstausstrahlung auf ProSieben Maxx. 

### Heimvideo
Es wurde angekündigt, dass My Hero Academia: Two Heroes durch Tōhō Pictures in Japan am 23. Februar 2019 eine Veröffentlichung auf DVD und Blu-ray erhalte. Diese wird als Standard-Variante und als so genannte „Plus Ultra Edition“ erfolgen. Die Plus-Ultra-Variante enthält zudem eine Original Video Animation, die den von Horikoshi geschriebenen One-Shot-Manga All Might: Rising verarbeitet.
In den Vereinigten Staaten und Kanada erfolgt die DVD- und Blu-ray-Veröffentlichung am 25. März 2019 durch Funimation; im Vereinigten Königreich und der Republik Irland ist eine DVD und Blu-ray-Ausgabe für den 8. April 2019 angekündigt.

## Synchronisation
| Rolle                      | Japanischer Sprecher (Seiyū)          | Deutsche Synchronsprecher |
| -------------------------- | ------------------------------------- | ------------------------- |
| Izuku „Deku“ Midoriya      | Daiki Yamashita                       | Sebastian Fitzner         |
| Toshinori „All Might“ Yagi | Kenta Miyake                          | Matti Klemm               |
| Hanta Sero                 | Kiyotaka Furushima                    | Patrick Mölleken          |
| Katsuki Bakugō             | Nobuhiko Okamoto                      | Daniel Käser              |
| Ochako Uraraka             | Ayane Sakura                          | Meri Dogan                |
| Shōto Todoroki             | Yūki Kaaji                            | Amadeus Strobl            |
| Tenya Iida                 | Kaito Ishikawa                        | Arne Stephan              |
| David Shield               | Katsuhisa Namase Ryōhei Kimura (jung) | Kevin Kraus               |
| Melissa Shield             | Mirai Shida                           | Soraya Richter            |
| Wolfram                    | Rikiya Koyama                         | Carlos Lobo               |
| Momo Yaoyorozu             | Marina Inoue                          | Milena Karas              |
| Eijirō Kirishima           | Toshiki Masuda                        | Dennis Saemann            |
| Kyōka Jirō                 | Kei Shindō                            | Birte Baumgardt           |
| Minoru Mineta              | Ryō Hirohashi                         | Esther Brandt             |
| Denki Kaminari             | Tasuku Hatanaka                       | Benjamin Stolz            |
| Tsuyu Asui                 | Aoi Yūki                              | Charlotte Uhlig           |

## Erfolg

### Kommerziell
In Japan spielte der Film innerhalb der ersten drei Tage ungefähr 500 Millionen Yen, umgerechnet knapp 4,5 Millionen US-Dollar ein und erreichte so Platz vier in den japanischen Kinocharts. Nach dem zweiten Wochenende landete der Film auf Platz sieben, ehe der Film ab dem dritten Wochenende aus der Top-10 rutschte. Laut der 42sten Ausgabe des Shūkan Shōnen Jump erwirtschaftete der Film auf dem japanischen Markt 1.5 Milliarden Yen, umgerechnet ungefähr 13,5 Millionen US-Dollar.
In Hongkong erspielte der Film etwas mehr als 112.000 US-Dollar. In Argentinien wurden etwas mehr als 5.000 Tickets am ersten Wochenende verkauft. In Mexiko sahen 82.000 Menschen den Film, der damit 6,8 Millionen Pesos, ungefähr 330.000 US-Dollar einspielte und somit als kommerziell erfolgreichster Film des Konnichiwa Fests beschrieben wurde.
In den Vereinigten Staaten avancierte der Film zu einem Erfolg, da er sich trotz der limitierten Ausstrahlung auf Platz drei der US-Kinocharts positionieren, dabei andere in den Top-10 befindliche Filme ausstechen – My Hero Academia: Two Heroes spielte demnach 1.400 US-Dollar mehr als andere Filme ein – und einen Gewinn von etwas mehr als 5,75 Millionen US-Dollar einspielen konnte. In Australien und Neuseeland erspielte der Film bis November 2018 knapp 205.000 Dollar.
In Argentinien erspielte der Film bis zum Jahreswechsel rund 50.000 Dollar, in Bolivien knapp 2.400 Dollar und in Paraguay fast 3.300 Dolar.

### Mediale Resonanz
Der Film erhielt überwiegend positive Kritiken. So beschrieb die Los Angeles Times den Film eine „hochqualitative Mischung aus Heldentum, Comedy, Freundschaft und Mach-keine-Gefangenen-Kämpfen“. Außerdem wurde der englische Synchronsprecher Justin Briner, der im Film Izuku Midoriya spricht, für seine exzellente Arbeit gelobt, da er es geschafft habe „den Charakter glaubwürdig und sympathisch wirken zu lassen.“ Miranda Sanchez schrieb in ihrer Filmbesprechung für IGN, dass der Film lustig sei, aber kaum interessante Einlagen zeige. Sie bezeichnet den Film als unterhaltsam, kritisierte dabei aber die fehlende Entwicklung innerhalb der Welt von My Hero Academia.

### Auszeichnungen und Nominierungen
| Jahr | Auszeichnung    | Kategorie   | für                          | Resultat | Quellen       |
| ---- | --------------- | ----------- | ---------------------------- | -------- | ------------- |
| 2019 | The Anime Award | Bester Film | My Hero Academia: Two Heroes | Gewonnen | [ 43 ] [ 44 ] |

## Anderes
Ein One-Shot-Spin-off-Manga, der sich auf die beiden Charaktere David und Melissa Shield fokussiert, wurde in der 35sten Ausgabe des Shūkan Shōnen Jump am 30. Juli 2018 veröffentlicht. Die Zeichnungen stammen von Yōkō Akiyama.